# Le Dernier Round
Pour les articles homonymes, voir Dernier Round (homonymie).
Le Dernier Round est le dix-neuvième et annoncé comme dernier album de la saga de bande-dessinée XIII de William Vance et Jean Van Hamme. Initialement prévu comme étant le dix-huitième et dernier, il est finalement le dix-neuvième et est sorti le même jour que l'album intercalé, La Version irlandaise, pour lequel William Vance cède la place à Jean Giraud. Initialement annoncée au 13 février 2007, la date de sortie est finalement reportée au 13 novembre 2007. Les mystères avaient été résolus par l'album intercalé. Cet album est donc principalement un album d'action dans lequel les ennemis sont tous neutralisés. XIII accède enfin à une vie plus tranquille, mais il ne retrouve pas la mémoire.

## Résumé
Alors que la vérité éclate au grand jour sur les affaires Sheridan et Kelly Brian grâce à l’enquête du journaliste Danny Finkelstein qui publie The Kelly Brian Story (l'album La version irlandaise), la tueuse Irina Svetlanova est chargée par un mystérieux commanditaire de tuer tous ceux qui pourraient témoigner à la commission d’enquête saisie par le Président.
Pendant ce temps, Frank Giordino et Felicity demandent à Don Rigoberto de l’aider à tuer XIII et ses amis. Mais Rigoberto préfère attaquer l’hôtel de Charlie (où se cachent XIII et ses amis) pour récupérer le trésor de Maximilien. Giordino, désormais sans soutien et n'ayant plus sa "famille" massacrée par une autre,  est alors arrêté par Jessica Martin et renvoyé aux États-Unis. Jessica se laisse finalement convaincre de retravailler pour Irina et elle et ses hommes attaquent également l’hôtel de Charlie.
Les deux groupes de tueurs arrivent en même temps et XIII et ses amis profitent de la confusion pour s’enfuir. Charlie est tué en protégeant ses hôtes et parmi les assaillants, seules Irina, Felicity et Jessica parviennent à s’en sortir.
XIII accepte finalement de comparaître devant la commission. Grâce aux révélations de Jessica, il comprend qu’il est bien Jason Fly, sans que son amnésie disparaisse pour autant. Irina tente d’abattre Giordino avant qu’il ne témoigne, mais Jessica la tue avant. Lors de son audition devant la commission, Giordino compromet le Président…avant d’être abattu par Jessica.
XIII, qui a décidé de prendre le nom de Jason Mac Lane, vit désormais des jours heureux dans la maison qu’Abe et Sally Smith lui ont léguée. Là où tout a commencé. 